# Moonlight Destiny/Moon Revenge
『Moonlight Destiny/Moon Revenge』（ムーンライト・デスティニー/ムーン・リベンジ）は、劇場用アニメーション『劇場版美少女戦士セーラームーンS』と『劇場版美少女戦士セーラームーンR』の主題歌リメイクバージョンマキシシングルである。1995年5月20日に日本コロムビアより発売。

## 概要
A面タイトル曲「Moonlight Destiny」は、劇場用アニメーション『劇場版美少女戦士セーラームーンS』のリメイク・バージョンエンディング主題歌。
A面カップリング曲「Moon Revenge」は、劇場用アニメーション『劇場版美少女戦士セーラームーンR』のリメイク・バージョンエンディング主題歌。
「Moonlight Destiny」のオリジナル・カラオケ付き。

## 曲目リスト
1. Moonlight Destiny [5:39]
  - 作詞：佐藤ありす、作曲：池毅、編曲：木塚二郎、歌：朝川ひろこ
2. Moon Revenge [5:11]
  - 作詞：冬杜花代子、作曲：小坂明子、編曲：三宅一徳、歌：朝川ひろこ
3. Moonlight Destiny（オリジナル・カラオケ） [5:38]